# Ключ 45
Ключ 45 (трад. и упр. 屮) — ключ Канси со значением «росток»; один из 31, состоящих из трёх штрихов.
В словаре Канси есть 38 символов (из 49 030), которые можно найти c этим радикалом.

## История
Древняя идеограмма изображала только что пробившийся на свет тонкий стебелек растения.
Самостоятельно иероглиф употребляется только в этих значениях.
В качестве ключевого знака используется очень редко.

Вид в Цзиньвэнь
Вид в большой печати Чжуаньшу
Вид в малой печати Чжуаньшу

В словарях находится под номером 45.

## Примеры иероглифов
| Доп. штрихи | Иероглифы |
| ----------- | --------- |
| 0           | 屮        |
| 1           | 屯        |
| 3           | 屰        |